# Polydesmus gabonicus
Polydesmus gabonicus är en mångfotingart som beskrevs av Lucas 1858. Polydesmus gabonicus ingår i släktet Polydesmus och familjen plattdubbelfotingar. Inga underarter finns listade i Catalogue of Life.